# 松川大祐
松川 大祐（まつかわ だいすけ、1997年11月4日 - ）は、日本の俳優。SET映画放送部Jr.所属。身長185cm。男性エンターテインメントユニットGrab"A"（グラバ）の元メンバー。

## 経歴
- 2016年 東京ダンス＆アクターズ 専門学校
- 2018年 スーパーエキセントリックシアターボイスアクターズコース第4期レッスン生
- 2018年7月29日 スーパーエキセントリックシアター所属の7人組新ユニット『Grab"A"』結成、メンバーの１人。

## 人物
- Grab"A"でのキャッチコピーは「わんぱく小僧！！」、カラーは「橙（オレンジ）」。
- 特技は、ボイスパーカッション、アクロバット、殺陣。Grab”A”2ndLiveでは、殺陣の振付もしている。
- 学生時代は、バスケットボール部に所属していた。
- 趣味は、ドライブ・ツーリング。
- 仮面ライダーが好きで、俳優を目指したきっかけは仮面ライダー（スーツアクター）になりたかったから。

## 出演

### 舞台
- ミュージカル「明日への扉」出演 大川役（2017年）
- アドリブ心理劇・レジスタンスイレブン～ハロウィンを守り抜け～  コフレリオ新宿シアター[2]
  - 2018年10月10日 本編ゲスト / ライブパート Grab"A"で出演
- アドリブ心理劇・レジスタンスイレブン～クリスマスを守り抜け～  コフレリオ新宿シアター[3]
  - 2018年12月11日・12日・14日 本編出演
  - 2018年12月12日 ライブパート Grab"A"で出演
- 「僕のヒーローアカデミア」The “Ultra” Stage - 心操人使役[4]
  - 2019年4月12日 - 21日 東京公演 天王洲 銀河劇場
  - 2019年4月26日 - 29日 大阪公演 サンケイホールブリーゼ
  - 2019年6月7日 - 9日 上海公演 虹橋芸術センター[5]
- 舞台「イケメン源氏伝 あやかし恋えにし〜義経ノ章〜」（2020年2月14日 - 20日、三越劇場） - 武蔵坊弁慶 役[6]
- アグレッシブ ダンス ステージ『DEAR BOYS』（2020年4月3日 - 26日、Mixalive TOKYO Theater Mixa） - 石井努 役※中止
- 舞台 真・三國無双 ～赤壁の戦いIF～（2020年8月20日 - 24日、日本青年館ホール） - 関羽 役[7]
- 演劇企画ユニット劇団山本屋 CUWT Pproject vol.1.0 『風を切れ2020』（2021年5月26日 - 6月1日、ラゾーナ川崎プラザソル） - ハガネ 役
- CONTE STAGE「喫茶店の猿」（2021年7月22日 - 25日、池袋西口 GEKIBA）
- 舞台 真・三國無双 ～荊州争奪戦 IF～（2021年9月3日 - 8日、EX THEATER ROPPONGI） - 関羽 役[8]
- CONTE STAGE「校庭の犬」（2021年10月15日 - 17日、池袋西口 GEKIBA）
- 安達健太郎と役者が漫才とトークするLIVE（2021年11月28日、池袋西口 GEKIBA）
- Charm Vol.8 「蛮勇戦歌」（2022年2月9日 - 13日、シアターグリーン BIG TREE THEATER） - 義勇玲 役
- 初恋タローとコントしちゃらんね（2022年4月15日、よしもと有楽町シアター）
- 蛇ノ目企画@舞台「さくらば～革命～」（2022年6月15日 - 19日、シアターアルファ東京） - 主演 桂小五郎 役
- 戦国絵巻〜からす瓜〜一の巻 『魔王生誕』（2022年7月12日 - 2022年7月18日、上野ストアハウス） - 雲井紅月斎 役
- イケメンシリーズ THE STAGE～世界を駆けて、祝祭を～（2022年9月24日 - 28日、シアター1010） - 武蔵坊弁慶 役[9]
- ソードアート･オンライン -DIVE TO STAGE-（2022年11月8日 - 13日、東京国際フォーラム　ホールC） - ヒースクリフ 役[10]
- 劇場版 はいどーも！vol ZERO ~まごころを君に~（2022年12月21日 - 25日、バルスタジオ）※21日のみ出演[11]
- KAAT神奈川芸術劇場プロデュース 舞台『蜘蛛巣城』（2023年2月25日 - 3月12日、KAAT神奈川芸術劇場）[12]
- 「魔入りました！入間くん」THE STAGE（2023年5月24日 - 28日 、東京ドームシティ シアターGロッソ） - ガープ・ゴエモン 役[13]
- Charm vol.12「intellectual Giftedness」（2023年6月13日 - 18日、東京都赤坂 πTOKYO） - 連木一兎 役
- パフォーマンス プラス ピエロ第五回公演「FIDUCIA-フィドゥーチャ-」（2023年8月2日 - 6日、東京都赤坂 πTOKYO） - カルロ 役
- 舞台「フクロウガスム」（2023年9月5日 - 10日、池袋THEATER GREEN BASE THEATER） - 弐安史郎 役
- 犬陀獄（2023年12月7日 - 12日、武蔵野芸能劇場 小劇場） - 忍 役
- J＠NOME DROPS vol.9「ローヤの休日」（2024年1月10日 - 14日、新宿スターフィールド） - 真田 役
- Withered Life~苛烈玖州事変~（2024年2月14日 - 18日、池袋THEATER GREEN BASE THEATER） - 蠣崎玄 役
- 舞台MIANEYO-ごめんね-（2024年3月20日 - 24日、俳優座劇場） - 小島譲治 役
- 「陰陽師、はやりました。」「陰陽師、はじめました。」（2024年4月11日 - 14日、シアター風姿花伝）
- 『ROCK MUSICAL BLEACH』
  - ～Arrancar the Beginning～[14]
    - 2024年5月12日 - 26日 東京公演 天王洲 銀河劇場
    - 2024年5月31日 - 6月2日 大阪公演 COOL JAPAN PARK OSAKA WWホール

  - 〜Arrancar the Final〜[15]
    - 2025年2月8日 - 24日 東京公演 天王洲 銀河劇場
    - 2025年3月1日 - 9日 大阪公演 COOL JAPAN PARK OSAKA WWホール
- 「魔入りました！入間くん」THE STAGE 再演（2024年8月） - ガープ・ゴエモン 役
- ぱすてるからっとproduce 舞台『コネクト・ライフ』夢チーム（2024年12月4日 - 8日、CBGKシブゲキ!!）[16]

### ライブ
- 「僕のヒーローアカデミア」The “Ultra” Live　心操人使役[17]
  - 　2020年7月

### テレビ
- NTV 「架空OL日記」(2017年)
- TBS　東京女子図鑑(2017年)
- TX 「フリンジマン」(2017年)
- A.B.C-Z「テレパシーOne! Two!」
- 麒麟がくる（2020年、NHK大河ドラマ）- 末吉 役
- EX「仮面ライダーセイバー」 特別章（2021年） - カップル 役

### 映画
- 「リバーズ・エッジ」(2018年)
- 「HIGH & LOW THE MOVIE 2」(2017年)

### その他
- しながわ観光協会主催「龍馬と行く！船でお台場巡り＆しながわ散策」坂本龍馬役（2018年10月7日）[18]